# Fuva Szei
Fuva Szei (Tokió) japán válogatott labdarúgó.

## Nemzeti válogatott
A japán válogatott tagjaként részt vett az 1936. évi nyári olimpiai játékokon.